# Tafalisca unicolor
Tafalisca unicolor är en insektsart som först beskrevs av Walker, F. 1869.  Tafalisca unicolor ingår i släktet Tafalisca och familjen syrsor. Inga underarter finns listade i Catalogue of Life.